# مارين بول
مارين بول (بالإنجليزية: Marin Poole)‏ هي متسابقة ملكة الجمال أمريكية، ولدت في 1 فبراير 1984 في لوغان في الولايات المتحدة.